# Kara Denby
Kara Denby (Simi Valley (Californië), 28 mei 1986) is een Amerikaanse voormalige zwemster.

## Carrière
Bij haar internationale debuut, op de wereldkampioenschappen kortebaanzwemmen 2008 in Manchester, eindigde Denby als vijfde op de 100 meter vrije slag, op de 50 meter rugslag strandde ze in de series. Samen met Margaret Hoelzer, Jessica Hardy en Rachel Komisarz veroverde ze de wereldtitel op de 4x100 meter wisselslag, het kwartet verbeterde tevens het wereldrecord. Op de 4x100 meter vrije slag eindigde ze samen met Jessica Hardy, Rachel Komisarz en Emily Silver op de vijfde plaats. Tijdens de Amerikaanse olympische trials in Omaha (Nebraska) wist ze zich niet te kwalificeren voor de Olympische Zomerspelen 2008

## Internationale toernooien
| Jaar | Olympische Spelen | WK langebaan | WK kortebaan                                                                        | PanPacs |
| ---- | ----------------- | ------------ | ----------------------------------------------------------------------------------- | ------- |
| 2008 | geen deelname     |              | 5e 100 m vrije slag · 19e 50 m rugslag · 4x100 m wisselslag · 5e 4x100 m vrije slag |         |

## Persoonlijke records

### Kortebaan
| Afstand         | Tijd  | Datum         | Plaats     |
| --------------- | ----- | ------------- | ---------- |
| 100m vrije slag | 53,00 | 11 april 2008 | Manchester |
| 50m rugslag     | 28,67 | 12 april 2008 | Manchester |

### Langebaan
| Afstand         | Tijd  | Datum       | Plaats |
| --------------- | ----- | ----------- | ------ |
| 50m vrije slag  | 25,12 | 6 juli 2008 | Omaha  |
| 100m vrije slag | 54,96 | 3 juli 2008 | Omaha  |